# Alfred Berger
Alfred Berger   (Viena, 25 d'agost de 1894 - valor desconegut, 11 de juny de 1966) va ser un esportista austríac que va competir a començaments del segle xx. Destacà en nombrosos esports, com el rem i de bobsleigh, però sobretot en la modalitat de parelles del patinatge artístic sobre gel.
El 1924 va prendre part en els Jocs Olímpics de Chamonix. En ells guanyà la medalla d'or en la prova parelles del programa de patinatge artístic junt a Helene Engelmann. Juntament mb Engelmann guanyà tres campionats nacionals de manera consecutiva, entre 1921 i 1923 i dos campionats del món, el 1922 i 1924.

## Palmarès

### Paerelles
(amb Helene Engelmann)
| Competició          | 1921 | 1922 | 1923 | 1924 |
| ------------------- | ---- | ---- | ---- | ---- |
| Jocs Olímpics       |      |      |      | 1r   |
| Campionat del món   |      | 1r   |      | 1r   |
| Campionat d'Àustria | 1r   | 1r   | 1r   |      |